# Chrástov (Horní Cerekev)
Chrástov (německy Chrastow) je vesnice, část města Horní Cerekev v okrese Pelhřimov. Nachází se 4 km na sever od Horní Cerekve. V roce 2009 zde bylo evidováno 44 adres. V roce 2001 zde trvale žilo 51 obyvatel.
Chrástov leží v katastrálním území Chrástov u Horní Cerekve o rozloze 3,12 km2.

## Historie
První písemná zmínka o obci pochází z roku 1379.

## Pamětihodnosti
- Kaple na návsi

## Zajímavosti
- Na silnici ve směru do Nového Rychnova se natáčel film Smuteční slavnost.

## Další fotografie

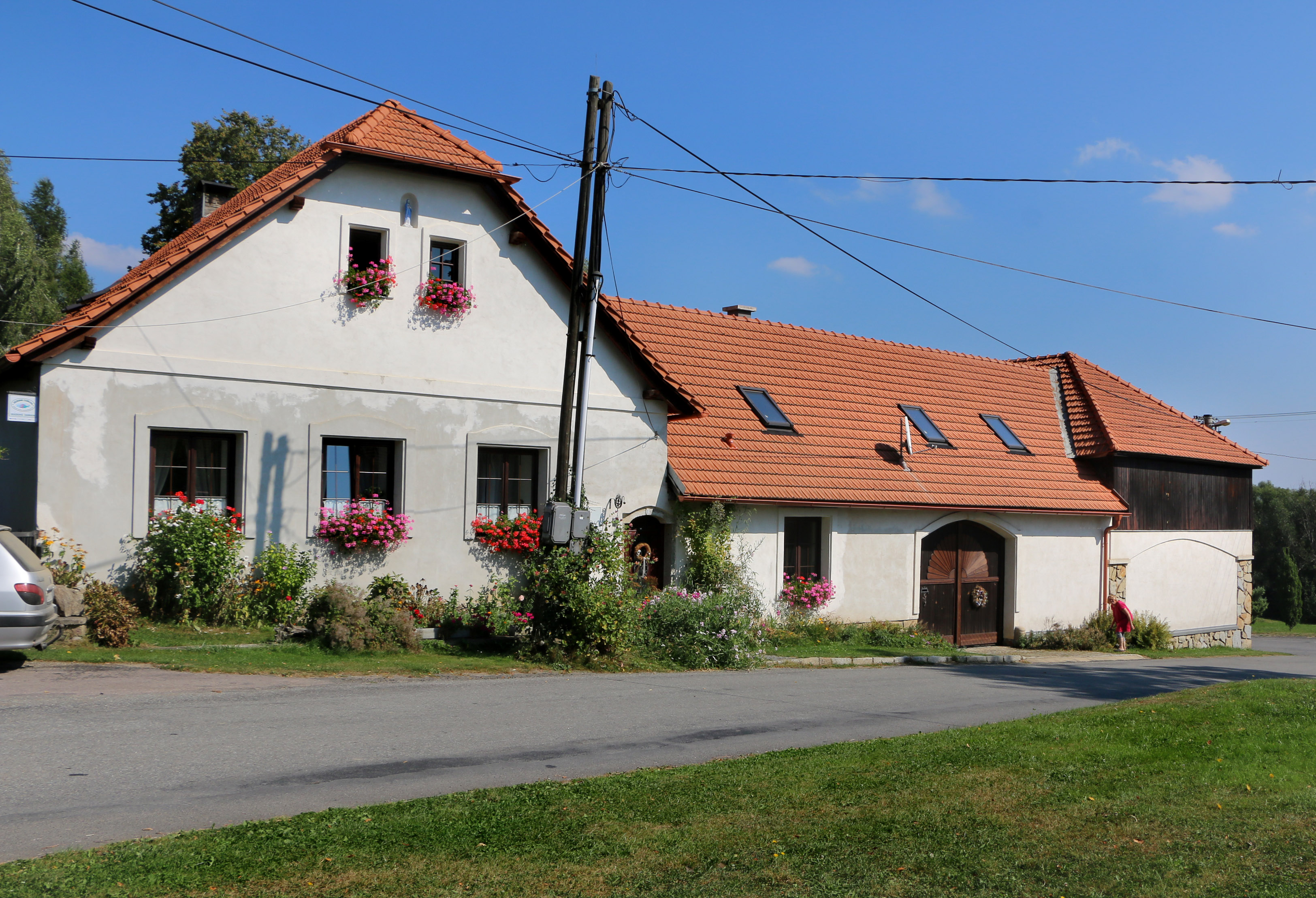
Dům čp. 1
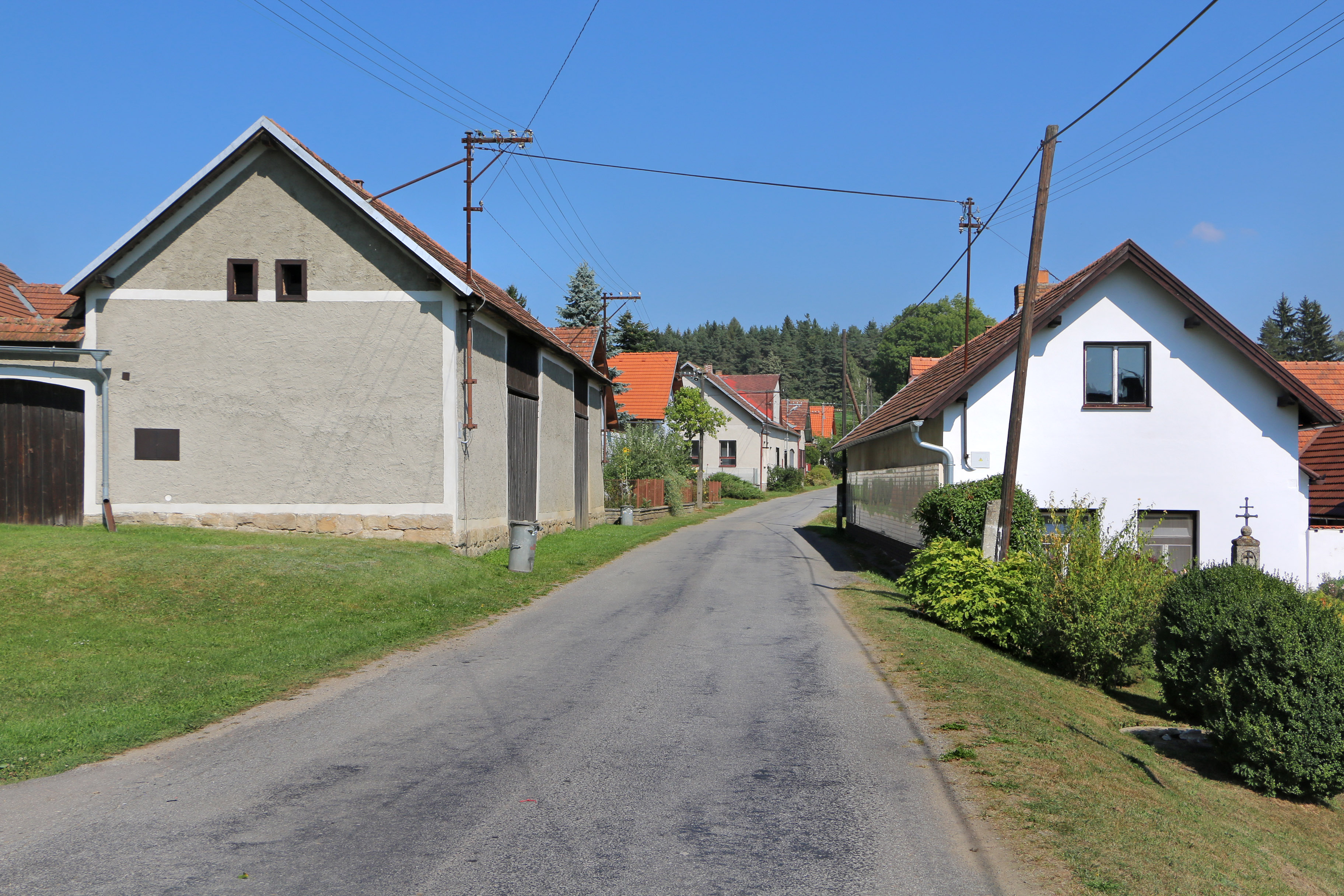
Silnice k Vyskytné
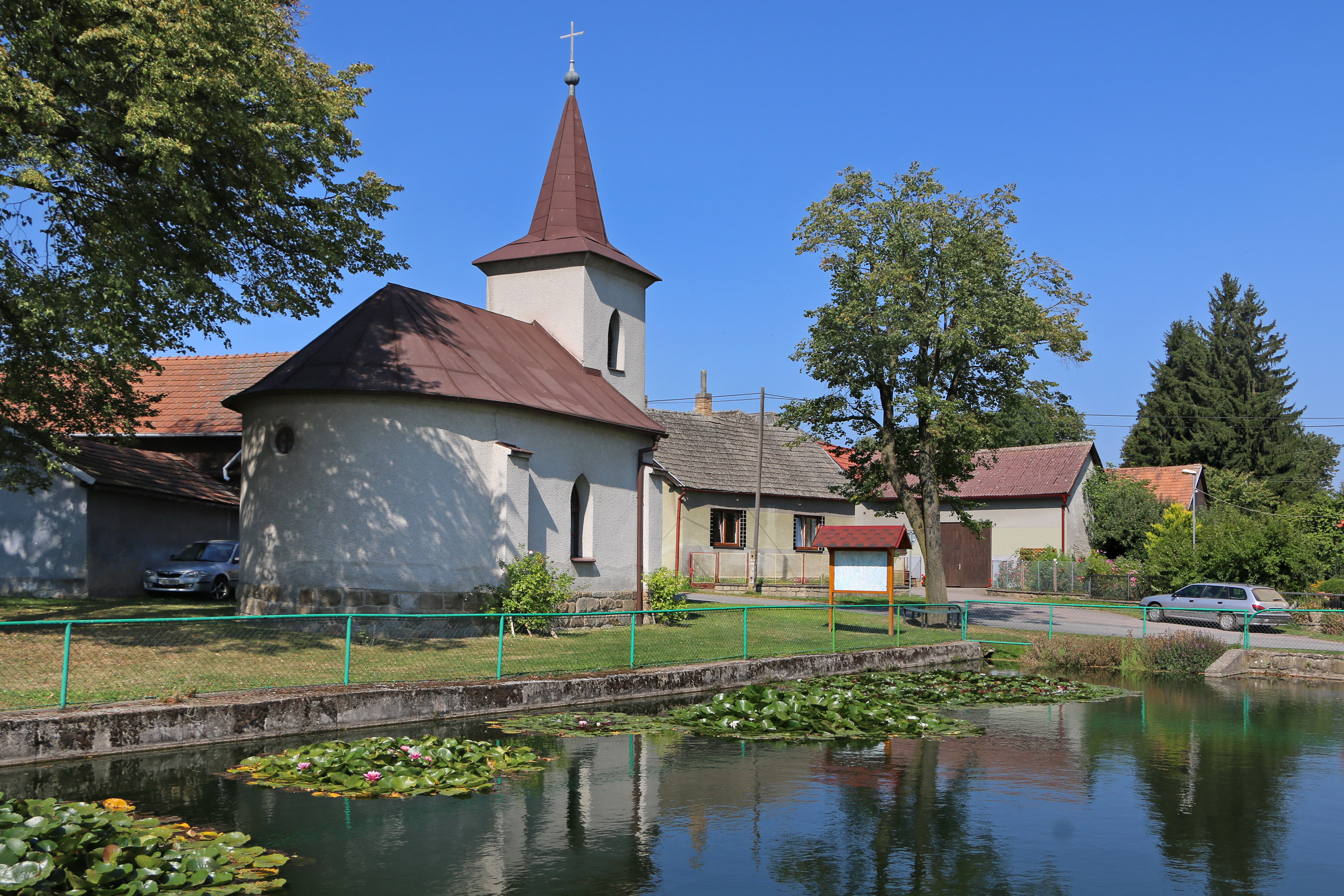
Rybník na návsi